# Giorgio Vanzetta
Giorgio Vanzetta (Cavalese, 9 ottobre 1959) è un ex fondista italiano.
È fratello di Bice, a sua volta fondista di alto livello.

## Biografia

### Carriera sciistica
In Coppa del Mondo ha ottenuto il primo risultato di rilievo il 16 gennaio 1982 nella 15 km di Le Brassus (17°), il primo podio il 2 marzo 1986 nella 15 km a tecnica classica di Lahti (3°) e l'unica vittoria il 1º marzo 1991 nella staffetta disputata nella medesima località. Ha concluso la sua carriera in Coppa del Mondo all'inizio della stagione 1997-1998; negli anni successivi, fino al ritiro definitivo nel 2002, ha preso parte ad alcune gare minori.
In carriera ha partecipato a cinque edizioni dei Giochi olimpici invernali (Lake Placid 1980, Sarajevo 1984, Calgary 1988, Albertville 1992 e Lillehammer 1994), vincendo quattro medaglie, e a otto dei Campionati mondiali, vincendo due medaglie. In campo olimpico destò eccezionale interesse la vittoria ottenuta in Norvegia ai XVII Giochi olimpici invernali di Lillehammer 1994, quando fu terzo frazionista della staffetta 4x10 che superò in volata la squadra di casa data come favorita.

### Altre attività
Nella Cerimonia di apertura dei XX Giochi olimpici invernali di Torino 2006 è stato uno dei protagonisti dell'ultima parte della staffetta della fiamma olimpica assieme ai compagni del quartetto vincente nella 4x10 km di Lillehammer.

## Palmarès

### Olimpiadi
- 4 medaglie:
  - 1 oro (staffetta[5] a Lillehammer 1994 con Maurilio De Zolt, Marco Albarello e Silvio Fauner)
  - 1 argento (staffetta[5] ad Albertville 1992 con Giuseppe Puliè, Marco Albarello e Silvio Fauner)
  - 2 bronzi (50 km[5], inseguimento[5] ad Albertville 1992)

### Mondiali
- 2 medaglie:
  - 2 argenti (staffetta[5] a Seefeld in Tirol 1985; staffetta[5] a Falun 1993)

### Coppa del Mondo
- Miglior piazzamento in classifica generale: 9º nel 1982
- 3 podi (1 individuale, 2 a squadre[6]), oltre a quelli conquistati in sede olimpica o iridata e validi ai fini della Coppa del Mondo:
  - 1 vittoria (a squadre)
  - 2 terzi posti (1 individuale, 1 a squadre)

#### Coppa del Mondo - vittorie
| Data          | Luogo | Paese     | Disciplina                                                         |
| ------------- | ----- | --------- | ------------------------------------------------------------------ |
| 1º marzo 1991 | Lahti | Finlandia | 4x10 km (con Silvio Fauner, Maurilio De Zolt e Alfred Runggaldier) |